# Nagy Regina
Nagy Regina (Szatmárnémeti, 1974. május 13.– ) erdélyi magyar bábrendező, rendező.

## Életpálya
Elemi és középiskoláit szülővárosában végezte. 1992-ben a Szatmárnémeti Északi Színház Harag György Társulatának segédszínésze volt. Szakmai tanulmányait 1994 és 1998 között végezte a Babeș–Bolyai Tudományegyetem színháztudomány szakán. 
1998-ban több társával együtt alapítványi keretek között létrehozta a Brighella Báb- és Gyermekszínházat, 1999-ben részt vett az Erdélyi Magyar Báboscéh megalapításában. 2000 és 2002 közt újra a Harag György Társulat tagja, a bábtagozat vezetője, 2002-ben a szatmárnémeti státusziroda vezetője és a Szatmárnémeti Református Gimnázium drámapedagógia-tanára volt. 2001 és 2002 között elvégezte az egri Harlekin Bábszínház bábrendezőképző kurzusát, Kovács Ildikó vezetésével.
2004 óta a Harag György Társulat keretében működő Brighella Bábtagozat vezetője, rendezője, a társulat művészeti tanácsának tagja. 2007-ben továbbtanult és magiszteri fokozatot szerzett a Marosvásárhelyi Művészeti Egyetem „Kortárs rendezés” mesteri programjának keretében, azóta kőszínházi rendezéseket is vállal.

## Színházi munkássága

### Rendezései és bábrendezései
- 2003: Benedek Elek: Csillagszemű juhász, Sz.É.SZ Brighella Bábszínház
- 2004: José Geal: Plüm-Plüm kalandjai, Sz.É.SZ Brighella Bábszínház
- 2005: Grimm testvérek. Terülj,terülj asztalkám, Sz.É.SZ Brighella Bábszínház
- 2005: Weörös Sándor versösszeállítás: Bababolt, Sz.É.Sz. Harag György Társulat
- 2006:Grimm testvérek. Rigócsőr király, Sz.É.Sz. Harag György Társulat
- 2006: Gaál–Darvas–Várady: A Peleskei nótárius, boszorkány jelenet, Sz.É.Sz. Harag György Társulat
- 2007: Betlehemes játék (dramaturg)
- 2007: Michael Mackenzie: A bárónő és a komorna, Sz.É.Sz. Harag György Társulat
- 2008: Hüvelyk Matyi és a herceg
- 2008: Békés Pál: Félőlény, Tomcsa Sándor Színház, Székelyudvarhely
- 2008: Békés Pál: Spárga-tengeralattjáró, SZ.É.SZ. Harag György Társulat
- 2009: Szilágyi Regina: Párnamesék, SZ.É.SZ. Brighella bábtagozat
- 2009: Benedek Elek: Égig érő fa, SZ.É.SZ. Brighella bábtagozat
- 2010: Grimm–Pozsgai Zsolt: Holle anyó, Sz.É.Sz. Harag György Társulat
- 2010: Tordon Ákos–Szilágyi Regina: Skatulyácska, Tomcsa Sándor Színház Székelyudvarhely
- 2010: Presser Gábor—Varró Dániel—Teslár Ákos: Túl a Maszat-hegyen, Kaposvári Színművészeti Főiskola,
- 2010: Mikó Csaba: Testínség, Sz.É.Sz. Harag György Társulat
- 2011: Dés László—Geszti Péter—Békés Pál: A dzsungel könyve, Sz.É.Sz. Harag György Társulat
- 2011: Nemes Nagy Ágnes: Bors néni, Sz.É.Sz. Harag György Társulat
- 2011:Szilágyi Regina: Boszorkány születik, Sz.É.Sz. Brighella Bábtagozat
- 2011: Kővé vált királyfi, Sz.É.Sz. Harag György Társulat
- 2012: Darvas László: Trapiti, Sz.É.Sz. Harag György Társulat
- 2012: Szilágyi Regina: Tökmag és a Hórihorgas, Sz.É.Sz. Brighella b.
- 2013: Jan Romanowsky: Majolenka hercegkisasszony, Sz.É.Sz. Brighella
- 2013: Dés László—Geszti Péter—Békés Pál: A dzsungel könyve, Tomcsa Sándor Színház, 	Székelyudvarhely
- 2014: G. Szász Ilona: Cókmók, avagy a morgolódó szekrénymanó Tomcsa Sándor Színház, 	Székelyudvarhely
- 2015: Benedek Elek: Az égig érő fa Tomcsa Sándor Színház, Székelyudvarhely
- 2015: Visky András: Júlia (díszlettervező) Sz.É.Sz. Harag György Társulat
- 2016: Grimm testvérek: Hamupipőke, Sz.É.Sz. Harag György Társulat
- 2017:Grimm testvérek: Hapci király birodalma, (dramaturg) Sz.É.Sz. Brighella
- 2017: Lázár Ervin–Demeter Kata: A legkisebb boszorkány, Gyergyószentmiklósi Figura Stúdió
- 2018: Presser Gábor – Varró Dániel:Túl a Maszat-hegyen, Sz.É.Sz. Harag György Társulat
- 2018: A kiskakas gyémánt félkrajcárja, Sz.É.Sz. Brighella
- 2019: Nagy Regina: Tündérpeteputty, Sz.É.Sz. Brighella
- 2020: Szász Ilona: Cérnácska Szabócska Sz.É.Sz. Brighella
- 2021: Petőfi neve: Sz.É.Sz. Harag György Társulat
- 2021: Retrogala: Sz.É.Sz. Harag György Társulat
- 2021: Parti Nagy Lajos: A császár új ruhája – Temesvári Csíki Gergely Színház
- 2022: KIrály KInga Júlia: Tejkút Sz.É.Sz. Brighella
- 2022: Miklós Tibor–Kocsák Tibor: Légy jó mindhalálig, Sz.É.Sz. Harag György Társulat

Díjak:
- 2008: Nívó díj – a Harag György Társulat és Kiwans Klub közös díja

- 2009 Színikritikusok díj jelölés, Békés Pál: Félőlény, Tomcsa Sándor Színház
- 2021 Benedek Elek díj

### Rendezőasszisztens
- Szilágyi Andor: Leánder és Lenszirom, Szatmárnémeti Északi Színház, Harag György Társulat, r. Keresztes Attila, 2010. május 28.

### A rendező munkatársa
- Hans Cristian Andersen: A kis hableány, Szatmárnémeti Északi Színház, Harag György Társulat, r. Bartal Kiss Rita, 2005. június 5.

### Súgó
- Bernard Slade: Jövőre veled ugyanitt, Szatmárnémeti Északi Színház, Harag György Társulat, r. Parászka Miklós, 2001. november 30.

### Egyéb színházi tevékenysége
- külön köszönet – Gaál József–Darvas Ferenc–Várady Szabolcs–Bognár Róbert: A peleskei nótárius, Szatmárnémeti Északi Színház, Harag György Társulat, r. Schlanger András, 2006. szeptember 22.
- Ló Szerafin – Lázár Ervin: A négyszögletű kerek erdő meséi, Szatmárnémeti Északi Színház, Harag György Társulat, r. Márk-Nagy Ágota, 2001. május 30.
- szereplők – Peter Schaffer: Amadeus, Szatmárnémeti Északi Színház, Harag György Társulat, r. Kövesdy István, 2000. szeptember 29.
- Az előadáson közreműködtek – Páskándi Géza: László, szent király, Szatmárnémeti Északi Színház, Harag György Társulat, r. Parászka Miklós, 2000. november 17.

## Filmszerep
- Illyés Gyula: Bál a pusztán, Summás lány, r. Vidnyánszky Attila